# Сойерс, Ромейн
Ромейн Теодор Сойерс (англ. Romaine Theodore Sawyers; 2 ноября 1991, Бирмингем, Англия) — футболист, полузащитник клуба «Кардифф Сити» и сборной Сент-Китса и Невиса.

## Клубная карьера
Сойерс начал заниматься футболом в юношеской академии «Вест Бромвич Альбион». В последнем туре сезона 2008/09 Ромейн был включён в заявку основной команды на матч с «Блэкберн Роверс». Летом 2009 года он подписал свой первый профессиональный контракт. Большую часть сезона 2009/10 Ромейн восстанавливался после травмы колена.
21 января 2011 года Сойерс был отдан в аренду сроком на один месяц в «Порт Вейл». Свой первый матч во Второй лиге полузащитник провёл спустя 2 дня, выйдя на замену в конце игры против «Челтнем Таун». Эта встреча так и осталась для Сойерса единственной в составе «Порт Вейл».
Почти через год, 27 января 2012 года, Ромейн вновь был отдан в аренду на месяц. На этот раз арендатором стал другой клуб Второй лиги, «Шрусбери Таун». На следующий день Сойерс был включён в заявку на матч против «Херефорд Юнайтед». 11 февраля он дебютировал в «Шрусбери». 25 февраля было объявлено, что срок аренды Сойерса продлён до конца сезона 2011/12. Ромейн провёл за клуб 7 матчей, из них 2 начинал в стартовом составе.
В марте 2013 года Сойерс перешёл на правах аренды в клуб Первой лиги, «Уолсолл». 29 марта провёл первый матч за клуб против «Йовил Таун». До конца сезона Ромейн принял участие в 4 играх. В июне 2013 контракт Сойерса был разорван, ион стал свободным агентом.
В июле 2013 года Ромейн заключил контракт сроком на один год с «Уолсоллом», главный тренер которого сказал, что «несмотря на то, что аренда игрока была краткосрочной, ему удалось показать свой потенциал». 17 августа 2013 года Сойерс дальним ударом с 25 метров забил свой первый мяч в клубной карьере.

## Карьера в сборной
Ромейн выступал за молодёжную сборную Сент-Китса и Невиса во втором предварительном раунде отбора на Олимпийские игры 2012 в Лондоне. В 3 матчах Сойерс забил 4 мяча, сделав хет-трик в ворота сборной Тринидада и Тобаго и забив 1 мяч кубинцам.
10 октября 2012 года в матче отбора к Карибскому кубку 2012 Ромейн дебютировал за сборную Сент-Китса и Невиса. В первой же игре полузащитнику удалось отметиться забитым голом.